# Spearhead Range
Die Spearhead Range ist eine kleine Teilkette der Garibaldi Ranges im Südwesten der kanadischen Provinz British Columbia. Sie liegt in Nachbarschaft zum Ski-Resort Whistler und erreicht ihre nordwestliche Spitze am Blackcomb Mountain, einem der beiden namensgebenden Berge des Ski Resorts Whistler-Blackcomb. Weitere bemerkenswerte Gipfel sind der Tremor Mountain (der höchste Punkt der Kette), The Spearhead, Mount Macbeth, Decker Mountain, Mount Trorey und Phalanx Mountain sowie Shatter Glacier, Shudder Mountain und Quiver Peak sowie andere ähnlich benannte Gipfel und Gletscher. Die Kette wurde von Don und Phyllis Munday so benannt, da ihre Gipfel wie Speerspitzen aus dem alpinen Nebel ragen können. Nördlich der Kette befindet sich der Lone Goat Pass, der von Wedge Creek und Lone Goat Creek geformt wurde. Letzteren Bach speist der Spearhead Glacier, der größte Gletscher in der Kette.  An der Südseite der Spearhead Range befindet sich das Tal des Fitzsimmons Creek, in dem für die Winter-Olympiade 2010 das Whistler Sliding Centre errichtet wurde. Teile der Spearhead Range liegen im Blackcomb Glacier Provincial Park.
Gegenüber dem Fitzsimmons Creek liegt die Fitzsimmons Range, welche ostwärts vom Whistler Mountain ausgeht.